# Over My Head (Cable Car)
"Over My Head (Cable Car)" (originalmente chamada de "Cable Car") é uma canção de Rock alternativo da banda estadunidense de rock do Colorado The Fray em seu primeiro álbum de estúdio How to Save a Life (2005). Ela foi escolhida como sendo o primeiro single do álbum, e chegou ao top 10 da parada norte-americana Billboard Hot 100. O single fez com que o álbum deles saísse da parada Top Heatseekers e fosse direto ao top 20 da parada Billboard 200. O single está disponível apenas para download digital. Alguns CDs single da canção foram distribuídos em um show em 17 de Dezembro de 2004. O CD single continha "Heaven Forbid" e uma versão ao vivo de "Hundred". No Reino Unido, "Over My Head (Cable Car)" foi lançada como sendo o segundo single do álbum, após "How to Save a Life". Foi lançada como primeiro single da banda no Brasil em Julho de 2007.
A canção foi escrita baseada no relacionamento do vocalista Isaac Slade com seu irmão, Caleb, apelidado de 'Cable Car'. A canção foi escrita devido a rumores de que ele e seu irmão não estavam se falando e estavam brigados.

## Desempenho nas paradas
| Top (2006)                         | Melhor posição |
| ---------------------------------- | -------------- |
| Alemanha                           | 83             |
| Austrália - Parada de Singles ARIA | 22             |
| Canadá - Airplay chart             | 11             |
| Estados Unidos - Billboard Hot 100 | 8              |
| Estados Unidos - Billboard Pop 100 | 8              |
| Europa - Euro 200                  | 141            |
| Holanda - Top 40 Singles           | 20             |
| Irlanda                            | 50             |
| Nova Zelândia                      | 25             |
| Reino Unido                        | 19             |
| Suíça - Top 100 Singles            | 96             |